# Бутенко, Михаил Петрович
Бутенко Михаил Петрович (6 сентября 1917, Верхнеднепровск, Екатеринославская губерния — 19 мая 1998, Верхнеднепровск, Днепропетровская область) — советский организатор сельскохозяйственного производства, Заслуженный работник жилищно-коммунального хозяйства Украинской ССР (1987).

## Биография
Родился 6 сентября 1917 года в Верхнеднепровске.
Окончил в 1940 году Орловский педагогический институт по специальности преподаватель истории, географии и конституции.
Участник Великой Отечественной войны.
С 1961 года работал заместителем председателя исполкома Днепропетровского района.
Руководитель работ по разработке проекта застройки и благоустройства Верхнеднепровска. Отмечен Шевченковской премией 1983 года — вместе с Стрельцовым, Антоновым, Луценко, Моливеровым, Подвезко, Ратушным — «за застройку и благоустройство центра Верхнеднепровска Днепропетровской области».
Умер 19 мая 1998 года в Верхнеднепровске.